# Miss Idaho USA

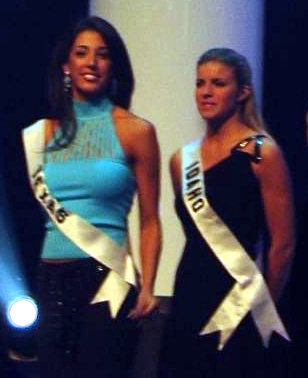
Miss Idaho USA, 2004

Miss Idaho USA, est un concours de beauté féminin, destiné aux jeunes femmes de 17 à 27 ans, domiciliées dans l'état de l'Idaho, la gagnante est qualifiée pour Miss USA.

## Gagnantes
| Année     | Nom                   | Domicile      | Age1 | Classement à Miss USA        | Prix spéciaux à Miss USA | Notes                                                                                                  |  |
| --------- | --------------------- | ------------- | ---- | ---------------------------- | ------------------------ | --- |  |
| 2024      | Kaitlyn Widmyer       | Coeur d'Alene | 28   |                              |                          | |  |
| 2023      | Hannah Menzner        | Boise         | 27   |                              |                          | |  |
| 2022      | Jordana Dahmen        | Boise         | 26   |                              |                          | |  |
| 2021      | Katarina Schweitzer   | Boise         | 26   |                              |                          | |  |
| 2020      | Kimberly "Kim" Layne  | Nampa         | 25   | 1re dauphine                 |                          | |  |
| 2019      | Shelby Brown          | Boise         | 25   |                              |                          | |  |
| 2018      | Téa Draganovic        | Boise         | 20   |                              |                          | |  |
| 2017      | Cassie Lewis          | Moscow        | 25   |                              |                          | |  |
| 2016      | Sydney Blue Halper    | Moscow        | 21   |                              |                          | |  |
| 2015      | Claira Hollingsworth  | Preston       | 22   |                              |                          | Miss Idaho Teen USA 2011                                                                               |  |
| 2014      | Yvette Bennett        | Boise         | 23   |                              |                          | |  |
| 2013      | Marissa Wickland      | Boise         | 20   |                              |                          | Participation à Miss Idaho Teen USA 2009                                                               |  |
| 2012      | Erna Palic            | Boise         | 24   |                              |                          | Née en Bosnie-Herzégovine                                                                              |  |
| 2011      | Erza Haliti           | Meridian      | 20   |                              |                          | |  |
| 2010      | Jessica Hellwinkel    | Boise         | 19   |                              |                          | |  |
| 2009      | Melissa Weber         | Boise         | 27   | Top 15, Finie à la 14e Place |                          | |  |
| 2008      | Tracey Brown          | Post Falls    | 21   |                              |                          | Participation à Miss Idaho 2005 et Idaho's Jr. Miss 2004                                               |  |
| 2007      | Amanda Rammell        | Rexburg       | 21   |                              |                          | Miss Idaho Teen USA 2003                                                                               |  |
| 2006      | Allyson Swan          | Twin Falls    | 22   |                              |                          | |  |
| 2005      | Sade Aiyeku           | Boise         | 24   |                              |                          | |  |
| 2004      | Kimberly Glyn Weible  | Eagle         | 22   | Top 10                       |                          | Miss Idaho Teen USA 1999                                                                               |  |
| 2003      | Lana Wright           | Pocatello     | 25   |                              |                          | |  |
| 2002      | Hilary Renee Ball     | Nampa         | 23   |                              |                          | |  |
| 2001      | Elizabeth Barchas     | Boise         | 20   |                              |                          | Triple Crown winner, Miss Idaho Teen USA 1998 and Miss Idaho 2004                                      |  |
| 2000      | Brooke Gambrell       | Boise         | 26   |                              |                          | Participation à Miss Idaho 1995                                                                        |  |
| 1999      | Amy Ambrose           |               |      |                              |                          | Participation à Miss Idaho Teen USA 1995                                                               |  |
| 1998      | Melinda Grassmick     |               |      |                              |                          | |  |
| 1997      | Calley Anne Slagle    |               |      |                              |                          | |  |
| 1997      | Brandi Sherwood       | Idaho Falls   | 26   | 1re dauphine                 |                          | Brandi Sherwood après avoir remporté Miss USA à la suite du couronnement Brook Lee, Miss Univers 1997. |  |
| 1996      | Tracy Yarbrough       |               |      |                              |                          | Participation à Miss Idaho 1994                                                                        |  |
| 1995      | Amy Michelle Tolzmann | Coeur d'Alene |      |                              |                          | |  |
| 1994      | Trenna Wheeler        | Idaho Falls   |      |                              |                          | |  |
| 1993      | Natalie Nukaya        | Idaho Falls   |      |                              |                          | |  |
| 1992      | Cheryl Lin Myers      | Boise         |      |                              |                          | |  |
| 1991      | Lori Easley           |               |      |                              |                          | |  |
| 1990      | Cindy Estey           |               |      |                              |                          | |  |
| 1989      | Kelli Bean            |               |      |                              |                          | |  |
| 1988      | Kay Kinsey            |               |      |                              |                          | |  |
| 1987      | Vicki Hoffman         | Idaho Falls   |      |                              |                          | |  |
| 1986      | Kelli Catron          | Coeur d'Alene |      |                              |                          | |  |
| 1985      | Sheri Rose            | Boise         |      |                              |                          | |  |
| 1984      | Valencia Bilyeu       | Pocatello     |      |                              |                          | |  |
| 1983      | Kerry Damiano         | Coeur d'Alene |      |                              |                          | |  |
| 1982      | Valerie Stephan       | Boise         |      |                              |                          | |  |
| 1981      | Lori Ditch            | Boise         |      |                              |                          | |  |
| 1980      | Marta Vincen          | Boise         |      |                              |                          | |  |
| 1979      | Lori Jukich           | Boise         |      |                              |                          | |  |
| 1978      | Suzette Sanford       | Pocatello     |      |                              |                          | |  |
| 1977      | Leslie Kingon         | Coeur d'Alene | 23   |                              |                          | |  |
| 1976      | Cheryl Gilbert        | Boise         |      |                              |                          | |  |
| 1975      | Charlene McArthur     | Pocatello     |      |                              |                          | |  |
| 1974      | Darla Jan Dowden      |               |      |                              |                          | |  |
| 1973      | Karen Hammond         |               |      |                              |                          | |  |
| 1972      | Lianne Fulmer         |               |      |                              |                          | |  |
| 1971      | Kris Riordan          |               |      |                              |                          | |  |
| 1970      | Kathy Cravens         | Nampa         |      |                              |                          | |  |
| 1969      | Karen Ryder           |               |      |                              |                          | |  |
| 1968      | Anna Evanson          |               |      |                              |                          | |  |
| 1967      | Sandra Baldwin        |               |      |                              | Miss Génialité           | |  |
| 1966      | Did Not Compete       |               |      |                              |                          | |  |
| 1965      | Pas de concours       |               |      |                              |                          | |  |
| 1964      | Dorothy Johnson       |               |      | Demi-finaliste               |                          | |  |
| 1963      | Pas de concours       |               |      |                              |                          | |  |
| 1962      | Kinne Netherlands     |               |      |                              |                          | |  |
| 1961      | Delcene Rositer       |               |      |                              |                          | |  |
| 1960      | Margie Davis          |               |      |                              |                          | |  |
| 1959      | Pat Sherburne         |               |      |                              |                          | |  |
| 1958      | Jeanette Ashton       |               |      |                              |                          | |  |
| 1954-1957 | Pas de concours       |               |      |                              |                          | |  |
| 1953      | Patricia Rose Carter  |               |      |                              |                          | |  |
| 1952      | Cherrie Jean Lindsey  |               |      |                              |                          | |  |